# ماري رولاندسون
كانت ماري رولاندسون، اسم الميلاد ماري وايت، وفي ما بعد ماري تالكوت (حوالي 1637 - 5 يناير 1711)، امرأة أمريكية من سكان المستعمرات، أسرها الأمريكيون الأصليون عام 1676 خلال حرب الملك فيليب، واحتُجزت لمدة 11 أسبوعًا قبل أن يُطلق سراحها مقابل فدية. بعد ست سنوات من محنة أسرها، نُشر كتاب «سيادة الله وصلاحه: رواية عن أسر وتحرير السيدة ماري رولاندسون» عام 1682. يُعد هذا النص عملًا أمريكيًا تكوينيًا في هذا النوع من الكتابة الأدبية الخاصة بروايات الأسر. طُبعت تلك الرواية أربع مرات عام 1682، واجتذبت عددًا كبيرًا من القراء في مستعمرات نيو إنجلاند وفي إنجلترا كذلك، ما دفع البعض إلى اعتبارها أول «الكتب الأكثر مبيعًا» في أمريكا.

## السيرة الشخصية
وُلدت ماري وايت عام 1637 تقريبًا بمقاطعة سمرست بإنجلترا. غادرت عائلتها إنجلترا في وقت ما قبل عام 1650، واستقرت في مدينة سالم في مستعمرة خليج ماساتشوستس، ثم انتقلت إلى بلدة لانكستر، على حدود ماساتشوستس في عام 1653. تزوجت ماري هناك من القس جوزيف رولاندسون، ابن توماس رولاندسون من مدينة إبسويتش، بماساتشوستس، في عام 1656. رُزقت ماري وجوزيف رولاندسون بأربعة أطفال بين عامي 1658 و1669، وتوفيت ابنتهما الأولى وهي صغيرة.
تعرضت لانكستر عند شروق الشمس في 10 فبراير 1676، خلال حرب الملك فيليب، لهجوم شنته قبائل ناراغانسيت ووامبانواغ ونشواي/نيبموك بقيادة مونوكو. أسرت المجموعات المهاجمة عددًا من المستعمرين في تلك الغارة وكان من بينهم رولاندسون وأطفالها الثلاثة، جوزيف وماري وسارة.
تُوفيت سارة، ابنة ماري رولاندسون، البالغة من العمر 6 سنوات متأثرة بجراحها بعد أسبوع من الأسر.
أُجبرت رولاندسون ومن تبقى من أطفالها، لأكثر من 11 أسبوعًا، على مرافقة الأمريكيين الأصليين أثناء تنقلهم عبر الغابات البرية لتنفيذ غارات أخرى وللإفلات من الميليشيات الإنجليزية.
رُويت ظروف الأسر التي عايشوها بالتفصيل في رواية الأسر التي كتبتها رولاندسون. أُطلق سراح رولاندسون، في 2 مايو 1676، مقابل فدية قدرها 20 جنيهًا إسترلينيًا، قامت نساء بوسطن بجمعها بمشاركة عامة ودفعها جون هوار من بلدة كونكورد عند صخرة الخلاص في برينستون، بمستعمرة ماساتشوستس.
انتقلت رولاندسون مع عائلتها عام 1677 إلى بلدة ويذرسفيلد، بولاية كونيتيكت، حيث عُين زوجها قسًا في أبريل من ذلك العام. تُوفي زوجها في ويذرسفيلد في نوفمبر 1678، ومنح مسؤولو الكنيسة ماري معاشًا تقاعديًا قدره 30 جنيهًا إسترلينيًا سنويًا.
انتقلت ماري رولاندسون وأطفالها في وقت لاحق إلى بوسطن، حيث يُعتقد أنها كتبت رواية الأسر هناك، إلا أن المخطوطة الأصلية للرواية لم تبقَ عبر الزمن. نُشرت الرواية في مدينة كامبريدج بولاية ماساتشوستس في عام 1682، ونُشرت كذلك في لندن في نفس العام. اعتقد العلماء، في وقت من الأوقات، أن رولاندسون ماتت قبل نشر روايتها، لكنهم اكتشفوا لاحقًا أنها عاشت لسنوات عديدة أخرى. تزوجت ماري، في 6 أغسطس 1679، من الكابتن صموئيل تالكوت وأخذت لقبه. توفيت في 5 يناير 1711، عن عمر يناهز 73 عامًا، بعد أن بقيت على قيد الحياة أكثر من زوجها الثاني بما يزيد عن 18 عامًا.